# اچ‌ام‌اس ارگونت (۱۷۶۱)
اچ‌ام‌اس ارگونت (۱۷۶۱) (به انگلیسی: HMS Arrogant (1761)) یک کشتی بود که طول آن ۱۶۸ فوت (۵۱ متر) بود. این کشتی در سال ۱۷۶۱ ساخته شد.